# Satyricon (zespół muzyczny)
Satyricon – norweski zespół muzyczny wykonujący black metal. Powstał w 1990 roku w Oslo pod nazwą Eczema z inicjatywy Vegarda „Wargoda” Blomberga oraz Carla-Michaela „Exhurtuma” Eide. Wkrótce potem do zespołu dołączył Håvard „Lemarchand” Jørgensen. Do 1991 roku zespół wykonywał death metal. Tego samego roku zespół zmienił nazwę na Satyricon oraz styl wykonywanej muzyki na black metal. Wtedy też do grupy dołączył jej obecny lider, główny kompozytor i autor tekstów – Sigurd „Satyr” Wongraven.
Od 1997 grupę stanowi duet Wongraven oraz perkusista Kjetil-Vidar „Frost” Haraldstad. Natomiast podczas koncertów zespół występuje z udziałem muzyków sesyjnych. Do 2008 roku zespół nagrał siedem albumów studyjnych zrealizowanych z udziałem wielu muzyków sesyjnych oraz gości, byli to m.in. Anja Garbarek, Gylve „Fenriz” Nagell, Andrea Haugen oraz Steinar Sverd „S.S.” Johnsen. Satyricon zaliczany jest do drugiej fali black metalu oraz określany jest jako jeden z najbardziej wpływowych w historii gatunku.

## Historia

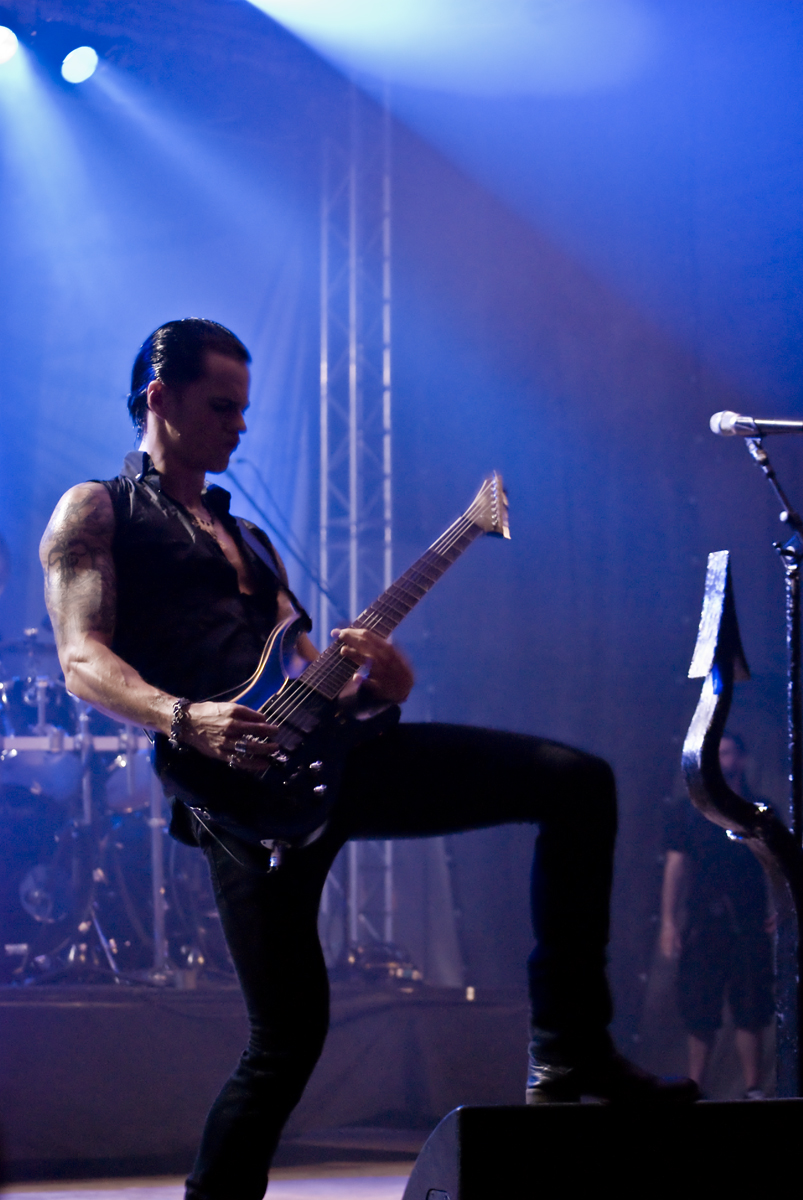
Sigurd „Satyr” Wongraven podczas koncertu na Sziget Festival 14 sierpnia 2009 roku

Początki zespołu Satyricon sięgają 1990 roku. Wówczas nawiązali współpracę perkusista Carl-Michael „Exhurtum” Eide i basista Vegard „Wargod” Blomberg. Wkrótce potem do składu funkcjonującego pod nazwą Eczema dołączył gitarzysta Håvard „Lemarchand” Jørgensen. Muzyka wykonywana przez zespół nawiązywała stylistycznie do dokonań takich grup jak: Cadaver, Carcass oraz Napalm Death. W 1991 roku do zespołu dołączył wówczas piętnastoletni wokalista – Sigurd „Satyr” Wongraven. Wtedy także muzycy przyjęli nazwę Satyricon. W czerwcu 1992 roku formacja zarejestrowała pierwsze, niezatytułowane demo, w nawiązaniu do pierwszego utworu, znane powszechnie pod nazwą All Evil. Na kasecie wydanej przez sam zespół znalazły się cztery kompozycje. Wkrótce potem ze składu został usunięty Eide, który dołączył następnie do grupy Ulver. Natomiast Blomberg porzucił działalność artystyczną na rzecz wojska.
W 1993 roku nowym perkusistą zespołu został Kjetil-Vidar „Frost” Haraldstad. Z kolei Wongraven objął także funkcję gitarzysty i keyboardzisty. Jako trio w marcu 1993 roku zespół zarejestrował drugie demo zatytułowane The Forest Is My Throne. Na kasecie wydanej przez sam zespół znalazły się trzy utwory. Następnie z zespołu odszedł Jørgensen. Wkrótce potem zespół nawiązał współpracę z wytwórnią muzyczną No Fashion Records. Na przełomie sierpnia i września 1993 roku w studiu Skoklefald duet Wongraven i Haraldstad podjął się nagrań debiutanckiego albumu studyjnego. W trakcie prac objawiły się problemy finansowe No Fashion Records, która nie była w stanie sfinansować trwającej sesji. Wongraven i Haraldstad samodzielnie zebrali fundusze w celu ukończenia realizacji płyty. Wydawnictwo zatytułowane Dark Medieval Times ukazało się jeszcze we wrześniu nakładem wytwórni muzycznej Moonfog Productions. Firmę na potrzeby debiutu utworzyli Wongraven i Tormod Opedal. Dystrybucja została powierzona wytwórni Tatra Records. W sesji nagraniowej wziął także udział keyboardzista Tord „Torden” Vardøen. Pod koniec roku do Satyricon dołączył wówczas występujący zespole Emperor – Tomas „Samoth” Haugen, który objął funkcję basisty.
W czerwcu 1994 roku w Waterfall Studios we współpracy z Kennethem Moenem trio rozpoczęło nagrania drugiego albumu studyjnego. Prace zostały ukończone w sierpniu tego samego roku. Gościnnie w nagraniach wziął udział keyboardzista Steinar Sverd „S.S.” Johnsen, współzałożyciel zespołu Arcturus. Wydawnictwo pt. The Shadowthrone ukazało się 12 września 1994 roku. Współpraca Haugena z Satyricon została przerwana na niemal półtora roku w związku karą pozbawienia wolności. Muzyk został skazany za podpalenie kościoła. Także w 1994 roku Haraldstad dołączył do zespołu Gorgoroth, który opuścił niespełna rok później. W 1995 roku Haraldstad we współpracy z Haugenem i Vegardem „Ihsahnem” Tveitanem utworzył zespół pod nazwą Zyklon-B. Formacja zadebiutowała tego samego roku płytą Blood Must be Shed. W międzyczasie Wongraven nagrał sygnowany swym nazwiskiem album solowy zatytułowany Fjelltronen. Z kolei demo Satyricon – The Forest Is My Throne ukazało się jako split wraz z grupą Enslaved.
W 1996 roku skład Satyricon opuścił Haugen, w którego miejsce został przyjęty Ted „Nocturno Culto” Skjellum znany z występów w Darkthrone. Na przełomie stycznia i lutego, ponownie w Waterfall Studios muzycy nagrali trzecią płytę. Album zatytułowany Nemesis Divina został wydany 22 kwietnia 1996 roku. Gościnnie w nagraniach wzięła udział pisarka i kompozytorka Andrea „Nebelhexë” Haugen, odpowiedzialna za melorecytację w utworze „The Dawn of a New Age”. Dodatkowe partie instrumentów klawiszowych nagrał Geir Bratland, wówczas występujący w zespole Apoptygma Berzerk.
Na płycie znalazł się także tekst autorstwa kolegi Skjelluma z zespołu Darkthrone – Gylve „Fenriza” Nagella. Wydanie płyty w Europie wspomogła dystrybucja ze strony niemieckiej wytwórni muzycznej Century Media Records. W ramach trasy promującej trzecią płytę jako gitarzysta zespołowi towarzyszył Daniel „Død” Olaisen, wówczas członek Trioxin.
Do końca 1996 Satyricon dał szereg koncertów w Europie, występując wraz z zespołami Dissection i Gorgoroth. W międzyczasie ukazała się także kaseta VHS pt. Mother North. Na wydawnictwie znalazł się teledysk zrealizowany do tytułowego utworu, a wyreżyserowany przez Wongravena. Kompozycja ta, prawdopodobnie najpopularniejsza w dorobku Satyricon, weszła na stałe do repertuaru koncertowego zespołu. W 1997 roku z zespołu odszedł Skjellum. 13 czerwca ukazał się minialbum pt. Megiddo. Na płycie, która ukazała się w dystrybucji Nuclear Blast znalazła się m.in. interpretacja utworu „Orgasmatron” z repertuaru Motörhead, a także remiks „The Dawn of a New Age” w wykonaniu Apoptygma Berzerk. Także w 1997 roku do grupy dołączył kolejny gitarzysta koncertowy – Terje „Tchort” Vik Schei, lider Green Carnation. Rok później Haraldstad na krótko, ponownie dołączył do zespołu Gorgoroth. W styczniu 1999 roku w Ambience Studios zespół Satyricon zarejestrował cztery kompozycje. Materiał znalazł się na wydanym 10 maja tego samego roku minialbumie zatytułowanym Intermezzo II.
Również w 1999 roku pomiędzy marcem a czerwcem grupa nagrała czwarty album studyjny zatytułowany Rebel Extravaganza. Wydany dzięki współpracy z Nuclear Blast album przyniósł zespołowi pierwszy sukces komercyjny. Nagrania były notowane na listach sprzedaży w Norwegii i Finlandii, odpowiednio na 32. i 27. miejscu. Na płycie wystąpili gościnnie m.in. Gylve „Fenriz” Nagell oraz lider zespołu Thorns – Snorre Ruch pod pseudonimem S.W. Krupp. Wydawnictwo było promowane podczas koncertów w Europie wraz z zespołami Behemoth i Hecate Enthroned. Następnie Satyricon poprzedzał występy amerykańskiej formacji Pantera. Funkcję muzyków koncertowych pełnili wówczas basista Jan Erik „Tyr” Tiwaz, gitarzyści Terje „Cyrus” Andersen i Steinar „Azarak” Gundersen oraz keyboardzista Ivar Bjørnson. Upamiętnienie koncertów stanowiła kaseta VHS pt. Roadkill Extravaganza (2001). W międzyczasie Wongraven współpracował z zespołem Thorns. Efektem był wydany w 2001 roku album pt. Thorns na potrzeby którego muzyk Satyricon zaśpiewał, napisał jeden tekst, a także był współproducentem nagrań. Z kolei Haraldstad dołączył do blackmetalowej formacji 1349. Również w 2001 roku perkusista Satyricon po raz trzeci dołączył do zespołu Gorgoroth.
Pod koniec 2001 roku w duńskich Puk Studios oraz w Barracuda Studio w Norwegii grupa nagrała piąty album studyjny. Płyta pt. Volcano ukazała się 25 października 2002 roku. W ramach promocji do utworu „Fuel For Hatred”, który wyreżyserował Jonas Åkerlund, znany ze współpracy z takimi grupami jak Metallica, The Prodigy czy The Smashing Pumpkins. Wydawnictwo przyniosło grupie nagrodę norweskiego przemysłu fonograficznego Spellemannprisen. Koncertowy skład Satyricon uzupełnili basista Lars K. Norberg i gitarzysta Arnt Ove „A.O Grønbech” Grønbech. W ramach cykli koncertów zespół wystąpił 26 października na Mystic Festival w katowickim Spodku. Rok później Haraldstad dołączył do zespołu Keep of Kalessin z którym nagrał wydany tego samego roku minialbum zatytułowany Reclaim. W 2004 roku Satyricon dał szereg koncertów, poprzedzając grupę Morbid Angel. Haraldstada, któremu odmówiono wizy w związku z kryminalną przeszłością zastąpił Trym Torson, poprzednio związany z Emperor, a wówczas także członek zespołu Zyklon. Przebywający w Europie Haraldstad dołączył po raz czwarty do zespołu Gorgoroth. Jednakże zobowiązania wobec zespołów Satyricon i 1349 uniemożliwiły muzykowi koncertowanie wraz z grupą Rogera „Infernusa” Tiegsa. Również w 2004 roku Satyricon wystąpił na festiwalu Wacken Open Air. Podczas koncertu zespołowi towarzyszył Ted „Nocturno Culto” Skjellum, wraz z którym w składzie grupa zagrała cztery kompozycje z repertuaru Darkthrone. Relacja z wydarzenia została wyemitowana w programie „Lydverket”, emitowanym na antenie norweskiej telewizji publicznej NRK1.

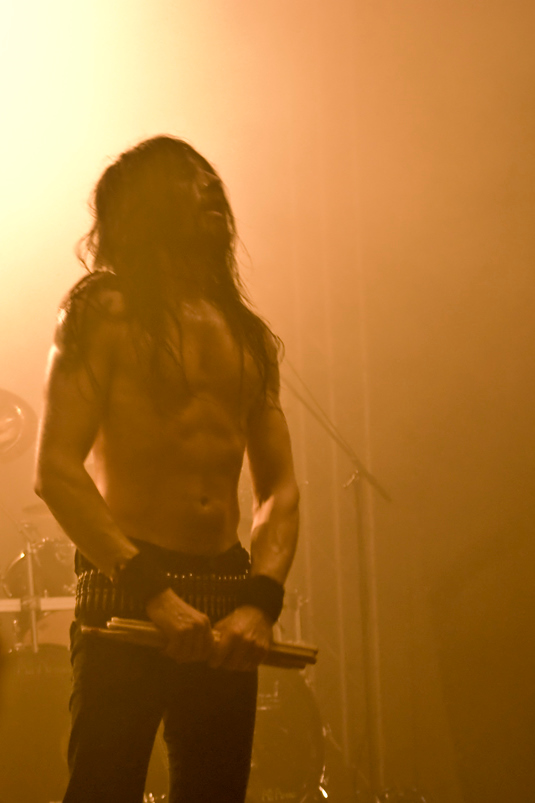
Kjetil-Vidar „Frost” Haraldstad podczas koncertu 14 sierpnia 2009 roku

Pod koniec 2004 roku Satyricon ponownie udał się do USA w ramach The Antichrist Tour 2004. Haraldstada, któremu odmówiono poprzednio wizy, zastąpił Joey Jordison – członek formacji Slipknot. Trasa ostatecznie została przerwana z powodu oskarżenia o gwałt członków koncertowego składu Satyricon: Arnta Grønbecha i Steinara Gundersena, jaki wysunęła wobec muzyków fanka zespołu. Gitarzyści po wpłaceniu 50 tys. dolarów kanadyjskich kaucji każdy opuścili więzienie i powrócili do ojczyzny. Ostatecznie zarzuty wobec Grønbecha i Gundersena zostały odrzucone. Pod koniec 2005 roku zespół Satyricon rozpoczął nagrania szóstego albumu studyjnego. Płyta pt. Now, Diabolical ukazała się 17 kwietnia 2006 roku. W pracach nad płytą wziął udział m.in. inżynier dźwięku Eirik „Pytten” Hundvin, znany m.in. ze współpracy z grupami Immortal i Burzum. W ramach promocji do pochodzących z wydawnictwa utworów „K.I.N.G” i „The Pentagram Burns” zostały zrealizowane teledyski odpowiednio w reżyserii Johna Nothingwortha i Håvard Arnstad. Ciesząca się popularnością płyta była najwyżej notowaną, na norweskiej liście sprzedaży uplasowawszy się na miejscu 2. Nagrania uzyskały także nominację do nagrody Alarmprisen w kategorii Metal.
Na początku października 2006 roku grupa wystąpiła we wrocławskim klubie klub W-Z, a dzień później w warszawskim klubie Proxima. Natomiast w listopadzie Satyricon wystąpił w Sentrum Scene w Oslo. Zespołowi towarzyszyły orkiestry: Kringkastingsorkestret i Oslo Philharmonic. W styczniu 2007 roku muzycy udali się do Japonii, gdzie wystąpili wraz z Celtic Frost w ramach trasy Extreme the Dojo. 8 marca 2008 roku formacja wystąpiła na festiwalu Metalmania w katowickim Spodku. 3 listopada ukazał się siódmy album studyjny formacji zatytułowany The Age of Nero. Wydawnictwo pomimo umiarkowanych recenzji przyniosło zespołowi największy sukces komercyjny w historii działalności. Płyta była notowana na listach sprzedaży w sześciu krajach, w tym w ojczyźnie Satyricon, gdzie dotarła do 5. miejsca. W ramach promocji do pochodzącego z płyty utworu „Black Crow On A Tombstone” został zrealizowany teledysk, który wyreżyserowali Ove Heiborg i Fredrik Kiosterud. 8 grudnia zespół koncertował we wrocławskim klubie W-Z, a dzień później w warszawskim klubie Progresja. Na początku grudnia ponownie wystąpił w Polsce. Na początku 2009 roku zespół udał się ponownie do USA, gdzie wystąpił, poprzedzając brytyjską grupę Cradle of Filth. Kolejne koncerty odbyły się w Australii i Nowej Zelandii. 13 grudnia 2009 formacja wystąpiła w krakowskim klubie Studio. Koncert odbył się w ramach ostatniej trasy promującej The Age of Nero. W międzyczasie lider zespołu zapowiedział zawieszenie działalności Satyricon. Przerwa była podyktowana chęcią rozwoju artystycznego. Pod koniec 2010 roku grupa powróciła do działalności koncertowej. W lutym 2011 roku zespół wystąpił na placu Universitetsplassen w Oslo w ramach inauguracji Mistrzostw Świata w Narciarstwie Klasycznym.
W 2013 roku, po pięciu latach od nagrania The Age of Nero grupa wydała swój ósmy studyjny album pt. Satyricon. Gościnnie na albumie pojawił się norweski wokalista Sivert Høyem, który zaśpiewał w utworze „Phoenix”. W ramach promocji nowego wydawnictwa, pod koniec 2013 roku zespół odbył trasę koncertową po Europie pod nazwą Satyricon World Europa 2013. W 2015 roku nakładem wytwórni muzycznej Napalm Records ukazał się koncertowy album Satyricon pt. Live at the Opera, będący zapisem koncertu jaki zespół dał 8 września 2013 roku w Narodowej Operze w Oslo przy udziale The Norwegian National Opera Chorus. Wydawnictwo zawierało zarówno płytę DVD z występem grupy, jak i również podwójną płytę CD, stanowiącą rejestrację koncertu w formacie audio. W tym samym roku zespół odbył także trasę koncertową po Europie pod nazwą The Dawn of a New Age 2015. W ramach dwudziestej rocznicy wydania albumu Nemesis Divina, w 2016 roku ukazała się jego reedycja, która zawierała wszystkie oryginalne utwory w istniejących aranżacjach, jednakże zmiksowane na nowo przez samego Satyra. Odświeżeniu uległa także szata graficzna. Album ukazał się zarówno w formacie CD, jak i na płytach winylowych.

## Muzycy
| Obecny skład zespołu - Sigurd „Satyr” Wongraven – śpiew, gitara, gitara basowa, instrumenty klawiszowe (od 1991) - Kjetil-Vidar „Frost” Haraldstad – perkusja (od 1993) Byli członkowie zespołu - Ted „Nocturno Culto” Skjellum – gitara (1996-1997) - Tomas „Samoth” Haugen – gitara basowa (1993-1996) - Carl-Michael „Exhurtum” Eide – perkusja (1990-1992) - Vegard „Wargod” Blomberg – gitara basowa (1990-1992) - Håvard „Lemarchand” Jørgensen – gitara (1990-1993) Muzycy koncertowi - Steinar „Azarak” Gundersen – gitara (od 1999) - Anders „Neddo” Odden – gitara basowa (2009, od 2013) - Anders Hunstad – instrumenty klawiszowe (2011-2013, od 2014) | Byli muzycy koncertowi - Kine Hult – instrumenty klawiszowe (2000-2002) - Ivar Bjørnson – instrumenty klawiszowe (2003) - Jonna Nikula – instrumenty klawiszowe (2003-2011) - Job Bos – instrumenty klawiszowe (2013) - Trym Torson – perkusja (2004) - Joey Jordison – perkusja (2004) - Dirk Verbeuren – perkusja (2014) - Kenneth „Destroyer” Svartalv – gitara basowa (1997) - Jan Erik „Tyr” Tiwaz – gitara basowa (2000) - Lars K. Norberg – gitara basowa (2002-2007) - Victor Brandt – gitara basowa (2008) - Silmaeth – gitara basowa (2011-2012) - Brice Leclercq – gitara basowa (2009-2011) - Terje Vik „Tchort” Shei – gitara (1997-1999) - Daniel „Død” Olaisen – gitara (1996-1999) - Morten „Sanrabb” Furuly – gitara (1999) - Terje „Cyrus” Andersen – gitara (2000-2002) - Arnt Ove „A.O Grønbech” Grønbech – gitara (2002-2007) - Schoft – gitara (2007) - Gildas Le Pape – gitara (2008-2013) - Diogo „Yogy” Bastos – gitara (2013-2015) |

## Dyskografia
Albumy studyjne
| Dark Medieval Times         | - Data: 20 września 1993 - Wydawca: Moonfog Productions   | –  | –  | –  | –  | –   | –   | –  | –   | –   |                                |              |
| The Shadowthrone            | - Data: 12 września 1994 - Wydawca: Moonfog Productions   | –  | –  | –  | –  | –   | –   | –  | –   | –   |                                |              |
| Nemesis Divina              | - Data: 22 kwietnia 1996 - Wydawca: Moonfog Productions   | –  | 71 | –  | –  | –   | –   | 57 | –   | 107 |                                |              |
| Rebel Extravaganza          | - Data: 6 września 1999 - Wydawca: Moonfog Productions    | 32 | –  | 27 | –  | –   | –   | –  | –   | –   |                                |              |
| Volcano                     | - Data: 25 października 2002 - Wydawca: Capitol Records   | 4  | –  | –  | –  | –   | –   | –  | –   | –   | - USA: 15 tys.+                |              |
| Now, Diabolical             | - Data: 24 kwietnia 2006 - Wydawca: Columbia/Roadrunner   | 2  | –  | 28 | 47 | –   | 195 | –  | –   | –   | - USA: 1,5 tys.+               |              |
| The Age of Nero             | - Data: 3 listopada 2008 - Wydawca: Indie/Roadrunner/Koch | 5  | 73 | 30 | 26 | 136 | 156 | –  | –   | –   | - NOR: 15 tys.+ - USA: 6 tys.+ | - NOR: złoto |
| Satyricon                   | - Data: 9 września 2013 - Wydawca: Indie/Roadrunner       | 1  | 38 | 6  | 18 | 132 | 129 | 36 | 148 | 108 | - USA: 1,6 tys.+               |              |
| Deep Calleth Upon Deep      | - Data: 22 września 2017 - Wydawca: Napalm Records        | 7  | 20 | 17 | 36 | 152 | –   | –  | 68  | 61  |                                |              |
| „–” album nie był notowany. |                                                           |    |    |    |    |     |     |    |     |     |                                |              |

Albumy koncertowe
| Tytuł                                                        | Dane dot. albumu                              | Pozycja na liście | Pozycja na liście | Pozycja na liście | Pozycja na liście |
| Tytuł                                                        | Dane dot. albumu                              | NOR               | DEU               | BEL (WA)          | BEL (FL)          |
| ------------------------------------------------------------ | --------------------------------------------- | ----------------- | ----------------- | ----------------- | ----------------- |
| Live at the Opera (oraz The Norwegian National Opera Chorus) | - Data: 1 maja 2015 - Wydawca: Napalm Records | 26                | 56                | 183               | 178               |

Single
| Fuel For Hatred               | 2002 | – | Volcano                |
| K.I.N.G.                      | 2006 | 7 | Now, Diabolical        |
| The Pentagram Burns           | 2006 | – | Now, Diabolical        |
| Black Crow on a Tombstone     | 2008 | – | The Age of Nero        |
| Our World, It Rumbles Tonight | 2013 | – | Satyricon              |
| Deep Calleth Upon Deep        | 2017 | – | Deep Calleth Upon Deep |
| To your brethen in the dark   | 2017 | – | Deep Calleth Upon Deep |
| „–” singel nie był notowany.  |      |   |                        |

Inne
| Tytuł                                                   | Dane dot. albumu                                       |
| ------------------------------------------------------- | ------------------------------------------------------ |
| All Evil (demo)                                         | - Data: 22 czerwca 1992 - Wydawca: wydanie własne      |
| The Forest Is My Throne (demo)                          | - Data: 1993 - Wydawca: wydanie własne                 |
| The Forest Is My Throne / Yggdrassil (split z Enslaved) | - Data: 1995 - Wydawca: Moonfog Productions            |
| Megiddo (EP)                                            | - Data: 13 czerwca 1997 - Wydawca: Moonfog Productions |
| Intermezzo II (EP)                                      | - Data: 10 maja 1999 - Wydawca: Moonfog Productions    |
| Ten Horns – Ten Diadems (kompilacja)                    | - Data: 25 czerwca 2002 - Wydawca: Moonfog Productions |
| My Skin Is Cold (EP)                                    | - Data: 2 czerwca 2008 - Wydawca: Indie/Roadrunner     |

## Wideografia

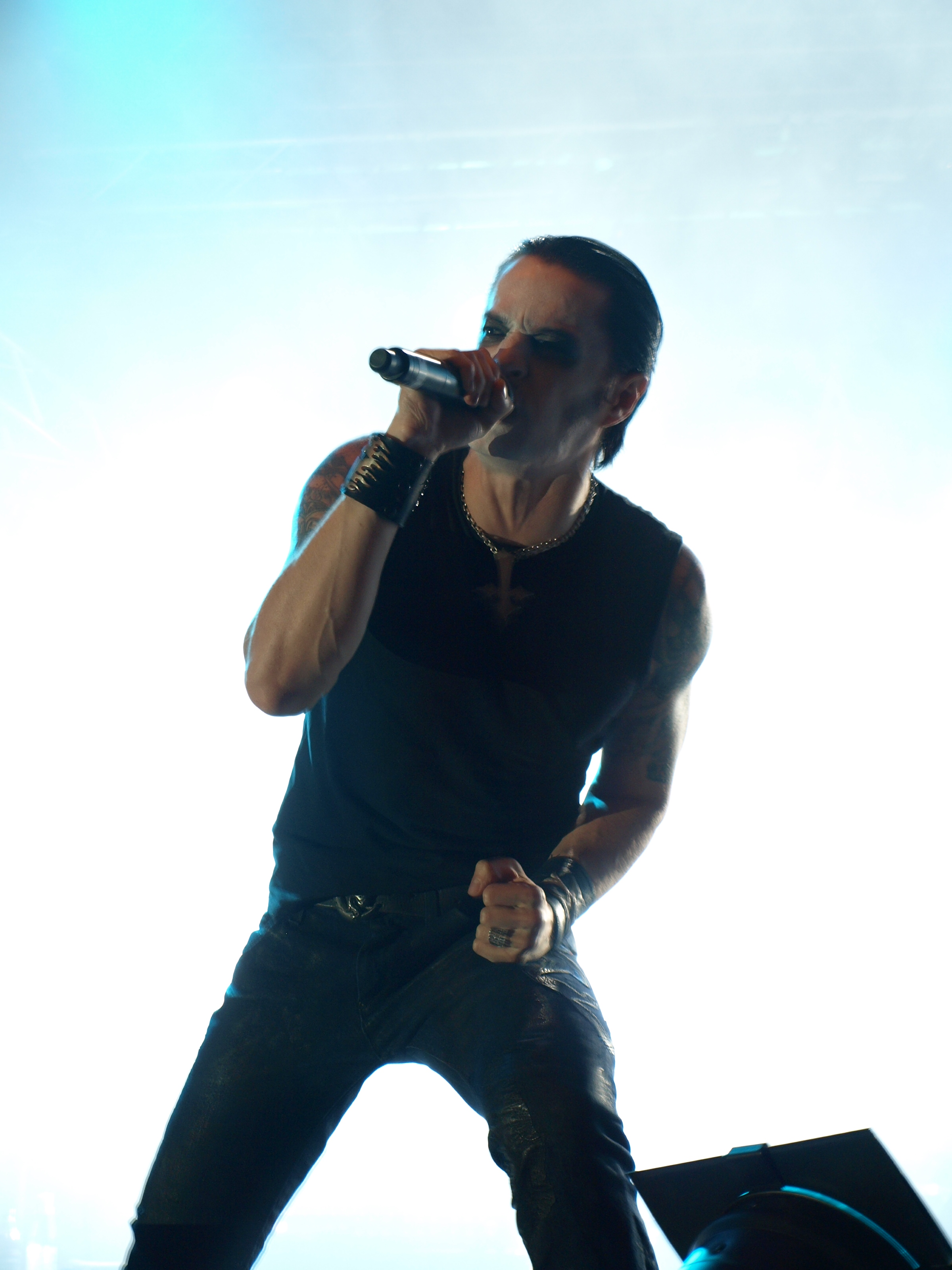
Sigurd „Satyr” Wongraven podczas koncertu na Jalometalli 16 sierpnia 2008 roku

| Tytuł                 | Dane dot. albumu                                                         |
| --------------------- | ------------------------------------------------------------------------ |
| Mother North          | - Data: 1996 - Wydawca: Moonfog Productions - Format: VHS                |
| Roadkill Extravaganza | - Data: 9 czerwca 2001 - Wydawca: Moonfog Productions - Format: VHS, DVD |

## Teledyski
| Tytuł                        | Rok  | Reżyseria                      | Album                  |
| ---------------------------- | ---- | ------------------------------ | ---------------------- |
| Mother North                 | 1996 | Sigurd „Satyr” Wongraven       | Nemesis Divina         |
| Fuel For Hatred              | 2002 | Jonas Åkerlund                 | Volcano                |
| K.I.N.G                      | 2006 | John Nothingworth              | Now, Diabolical        |
| The Pentagram Burns          | 2006 | Håvard Arnstad                 | Now, Diabolical        |
| Black Crow on a Tombstone    | 2008 | Ove Heiborg, Fredrik Kiosterud | The Age of Nero        |
| Phoenix                      | 2013 | –                              | Satyricon              |
| To Your Brethren In The Dark | 2017 | –                              | Deep Calleth Upon Deep |

## Nagrody i wyróżnienia
| Rok  | Kategoria                             | Tytułem         | Nagroda                         | Uwagi     | Źródło |
| ---- | ------------------------------------- | --------------- | ------------------------------- | --------- | ------ |
| 2003 | Metal                                 | Volcano         | Spellemannprisen, 2002          | Laur      | [ 9 ]  |
| 2003 | Metal                                 | Volcano         | Alarmprisen                     | Laur      | [ 43 ] |
| 2006 | Best Underground Band                 | Satyricon       | Metal Hammer Golden Gods Awards | Laur      | [ 44 ] |
| 2007 | Metal                                 | Now, Diabolical | Alarmprisen                     | Nominacja | [ 14 ] |
| 2010 | International Metal Album of the Year | The Age of Nero | Danish Metal Awards             | Nominacja | [ 45 ] |
| 2014 | Metal                                 | Satyricon       | Spellemannprisen, 2013          | Nominacja | [ 46 ] |